# 武少文
武少文（1912年—2006年2月25日），原名武翰章、柏洁民，男，吉林双阳人，中华人民共和国政治人物，曾任农业机械部副部长，国务院农村发展研究中心副主任。